# Edmond Cristel
Edmond Cristel (Gosselies, 21 september 1913 - Vorst, 4 februari 1990) was een Belgisch senator.

## Levensloop
Cristel promoveerde tot scheikundig ingenieur.
Hij werd lid van het FDF en was gemeenteraadslid en schepen van Ukkel van 1971 tot 1989. Hij interesseerde zich vooral voor milieuproblemen en voor openbare werken.
Van 1965 tot 1971 was hij provincieraadslid voor Brabant en was er voorzitter van de FDF-fractie. Vervolgens zetelde hij van 1971 tot 1974 als rechtstreeks gekozen senator voor het arrondissement Brussel in de Senaat. Hij zetelde zo ook in de Cultuurraad voor de Franse Cultuurgemeenschap. Van 1974 tot 1977 was Cristel gecoöpteerd senator ter opvolging van de overleden Jean Fosty.
Hij was ook ondervoorzitter van de Ligue Wallonne de 1’Agglomération bruxelloise en voorzitter van de Cercle Ucclois de la Francité.